# Bu-l-Arabi
Bu-l-Arabi (arab. بلعربى; fr. Belarbi) – jedna z 52 gmin w prowincji Sidi Bu-l-Abbas, w Algierii, znajdująca się w północno-zachodniej części kraju. W 2008 roku gminę zamieszkiwało 6200 osób. Numer statystyczny gminy w Office National des Statistiques d'Algérie to 2209.